# Halolimnohelix conradti
Halolimnohelix conradti es una especie de molusco gasterópodo de la familia Hygromiidae en el orden de los Stylommatophora.

## Distribución geográfica
Es endémica de Tanzania.  